# Bagisara incidens
Bagisara incidens är en fjärilsart som beskrevs av Walker 1858. Bagisara incidens ingår i släktet Bagisara och familjen nattflyn. Inga underarter finns listade i Catalogue of Life.

## Bildgalleri

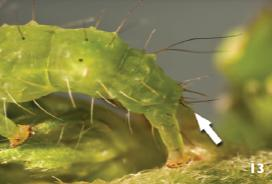
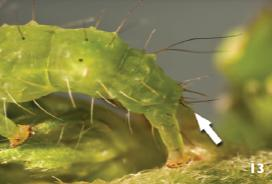